# Liste der Kulturdenkmäler in Römerberg (Pfalz)
In der Liste der Kulturdenkmäler in Römerberg sind alle Kulturdenkmäler der rheinland-pfälzischen Gemeinde Römerberg aufgeführt. Grundlage ist die Denkmalliste des Landes Rheinland-Pfalz (Stand: 18. Juli 2022).

## Einzeldenkmäler
| Bezeichnung                            | Lage                                                                                 | Baujahr                           | Beschreibung | Bild                           |
| -------------------------------------- | ------------------------------------------------------------------------------------ | --------------------------------- | --- | ------------------------------ |
| Schulhaus                              | Berghausen, Berghäuser Straße 31 Lage                                                | 1900/01                           | ehemaliges Mädchenschulhaus; sandsteingegliederter Putzbau mit Giebelrisalit, 1900/01 | Fotos hochladen                |
| Gasthaus Zum Engel                     | Berghausen, Berghäuser Straße 36 Lage                                                | erste Hälfte des 18. Jahrhunderts | stattlicher Fachwerkbau mit Krüppelwalmdach, erste Hälfte des 18. Jahrhunderts, barocke Torpfosten und Brunnentrog | Fotos hochladen                |
| Gasthaus Zum Schwanen                  | Berghausen, Berghäuser Straße 44 Lage                                                | 1864                              | Eckhaus, 1864 unter Wiederverwendung von Teilen eines barocken Vorgängers | Fotos hochladen                |
| Wohnhaus                               | Berghausen, Berghäuser Straße 45 Lage                                                | um 1750                           | eingeschossiges Wohnhaus, um 1750, Zwerchhaus um 1800; Pfeiler der Toranlage, 1806, einer ursprünglich bezeichnet 1747 | Fotos hochladen                |
| Wohnhaus                               | Berghausen, Berghäuser Straße 48 Lage                                                | nach 1825                         | Krüppelwalmdachbau, nach 1825, Heimatstilüberformung der 1920er Jahre | Fotos hochladen                |
| Katholische Pfarrkirche St. Pankratius | Berghausen, Berghäuser Straße 61 Lage                                                | 1840/41                           | romanisierender Saalbau mit Dachturm, 1840/41, Architekt Jakob Foltz, Speyer, Erweiterung 1929, Architekt Josef Kuld, Mannheim | weitere Bilder Fotos hochladen |
| Pfälzer Hof                            | Berghausen, Berghäuser Straße 85 Lage                                                |                                   | barocker Fachwerk-Winkelhof; Wohnhaus mit Walmdach, Anbau 1858, Mansardwalmdach-Scheune | Fotos hochladen                |
| Kriegerdenkmal                         | Berghausen, Berghäuser Straße, Ecke Große Hohl Lage                                  | 1936                              | Kriegerdenkmal für die Gefallenen beider Weltkriege; monumentale Soldatenskulptur, 1936 von Theobald Hauck, Maxdorf, nach 1945 erweitert | weitere Bilder Fotos hochladen |
| Friedhofskreuz und Grabmäler           | Berghausen, Friedhofstraße, auf dem Friedhof Lage                                    | ab 1824                           | Friedhofskreuz, Sockel wohl von 1824, Kreuz und Korpus aus der zweiten Hälfte des 19. Jahrhunderts; Grabmal Elisabeth Kiefer († 1917), Kunststein, Blechrelief der Beweinung Christi; Grabmal Dr. Joseph Magin († 1920), monumentaler Kalkstein-Sarkophag von A. Kuhn, Saarbrücken | Fotos hochladen                |
| Revolutionskreuz                       | Berghausen, Germersheimer Straße, neben Nr. 76 Lage                                  | 1842                              | Revolutionskreuz; Sandstein, Kreuz und Korpus 1842 | Fotos hochladen                |
| Wegekreuz                              | Berghausen, Marxenweidenweg, vor Nr. 1 Lage                                          | 1817                              | Wegekreuz; Sandstein-Wiederkreuz, 1817 | Fotos hochladen                |
| Bildstock                              | Heiligenstein, Fahrweg, vor Nr. 10 Lage                                              | um 1850                           | Marienbildstock; Marienstatue, Gips, um 1850 | Fotos hochladen                |
| Katholisches Pfarrhaus                 | Heiligenstein, Heiligensteiner Straße 18 Lage                                        | 1778/79                           | repräsentativer Walmdachbau, 1778/79 | Fotos hochladen                |
| Schul- und Rathaus                     | Heiligenstein, Heiligensteiner Straße 31 Lage                                        | 1818                              | ehemaliges Schul- und Rathaus; großdimensionierter Putzbau, 1818, Entwurf der bayerischen Bezirksregierung | Fotos hochladen                |
| Katholische Pfarrkirche St. Sigismund  | Heiligenstein, Heiligensteiner Straße 37 Lage                                        | 1778/79                           | Saalbau, 1778/79, Architekt Werkmeister Zotterer, Speyer; mit Ausstattung | weitere Bilder Fotos hochladen |
| Friedhofskreuz                         | Heiligenstein, Heiligensteiner Straße, neben Nr. 37 Lage                             | 1760                              | ehemaliges Friedhofskreuz, bezeichnet 1760 | Fotos hochladen                |
| Wohnhaus                               | Heiligenstein, Heiligensteiner Straße 38 Lage                                        | 1803                              | Wohnhaus, nachbarocker Krüppelwalmdachbau, teilweise verputztes Fachwerk, bezeichnet 1803 | Fotos hochladen                |
| Wohnhaus                               | Heiligenstein, Heiligensteiner Straße 43 Lage                                        | 1844                              | eineinhalbgeschossiges Wohnhaus, 1844 | Fotos hochladen                |
| Gaststätte Zum Rebstöckel              | Heiligenstein, Heiligensteiner Straße 45 Lage                                        | 18. Jahrhundert                   | ehemaliges Wohnhaus, im Kern aus dem 18. Jahrhundert, Heimatstilüberformung in den 1920er Jahren | Fotos hochladen                |
| Wohnhaus                               | Heiligenstein, Heiligensteiner Straße 57 Lage                                        | 1703                              | stattliches Fachwerkwohnhaus, angeblich von 1703; Toranlage | Fotos hochladen                |
| Wegekreuz                              | Heiligenstein, Heiligensteiner Straße, Ecke Kirchenweg Lage                          | 1816                              | Wegekreuz, Sandstein, 1816, Kreuz und Korpus 1948 erneuert, 2015 restauriert | Fotos hochladen                |
| Marienkapelle                          | Heiligenstein, Kirchenweg Lage                                                       | um 1860                           | Marienkapelle; Satteldachbau mit Figurennische, um 1860; innen Marienbildstock, 1720, Pietà, wohl um 1700 | Fotos hochladen                |
| Kriegerdenkmal                         | Heiligenstein, Lingenfelder Straße Lage                                              | 1937                              | Kriegerdenkmal 1914/18, 1937 von Ludwig Kern, Speyer, nach 1945 erweitert | weitere Bilder Fotos hochladen |
| Friedhofskreuz und Grabmale            | Heiligenstein, nordwestlich des Ortes, auf dem Friedhof; Flur Rechts am Mühlweg Lage | ab 1830                           | Friedhofskreuz, wohl um 1830; Grabmal G. Koch († 1860), Grabmal M. S. Koch († 1863), Grabmal M. Koch († 1865): alle drei Sandstein, neugotisch | Fotos hochladen                |
| Katholische Kirche St. Laurentius      | Mechtersheim, Holzgasse Lage                                                         | 1892/93                           | neugotischer Saalbau, gelber Blankziegelbau, 1892/93, Architekt Ferdinand Bernatz, Speyer; mit Ausstattung | weitere Bilder Fotos hochladen |
| Hofanlage                              | Mechtersheim, Lindenplatz 1/2 Lage                                                   | 1792                              | Hofanwesen, im Kern barock; eingeschossiges Wohnhaus, 1792; Langscheune gemeinsam mit Philippsburger Straße 7/9, Bruchsteinbau, Mansarddach, Mitte des 18. Jahrhunderts | Fotos hochladen                |
| Hofanlage                              | Mechtersheim, Mechtersheimer Straße 42 Lage                                          | 1864                              | weitläufige Hofanlage; Wohnhaus 1864, Stallungen mit Drempel, 1858, Scheune, Mitte des 18. Jahrhunderts | Fotos hochladen                |
| Hofanlage                              | Mechtersheim, Philippsburger Straße 7/9 Lage                                         | 1792                              | barocke Hofanlage; Krüppelwalmdachbau 1792, Langscheune gemeinsam mit Lindenplatz 1/2, Bruchsteinbau, Mansarddach, Mitte des 18. Jahrhunderts | Fotos hochladen                |
| Protestantische Pfarrkirche            | Mechtersheim, Schwegenheimer Straße 3 Lage                                           | 1877–79                           | barockisierender Saalbau, 1877–79, Architekt Heinrich Jester, Speyer | weitere Bilder Fotos hochladen |
| Grenzsteine                            | westlich des Ortes auf der Gemarkungsgrenze zu Lingenfeld Lage                       | 13. Jahrhundert                   | bauliche Gesamtanlage; fünf Grenzsteine der Hofgut-Besitzungen des ehemaligen Zisterzienserklosters Eußerthal (heutige Grenze zwischen Lingenfelder und Mechtersheimer Gemarkung), zum Teil mit Inschriften des 13. und 18. Jahrhunderts, darunter die sogenannten Mariensteine    | weitere Bilder Fotos hochladen |